# Monica Akihary
Monica Akihary is een Nederlandse vocalist van Molukse origine. Ze vormt samen met componist-gitarist Niels Brouwer het duo Boi Akih. In 2023 won ze de Boy Edgar Prijs.
Sinds 1997 vormen gitarist en componist Niels Brouwer en vocalist en tekstdichter Monica Akihary onder de naam BOI AKIH een duo dat de vaste kern vormt van samenwerkingen met uiteenlopende musici en dichters.
Grenzeloze nieuwsgierigheid drijft BOI AKIH al meer dan twintig jaar naar telkens nieuwe experimenten en ontdekkingen. Hierdoor zijn ze inmiddels thuis in muzikale tradities uit alle windstreken: van moderne jazz tot klassieke Indiase muziek en van Melanesische, Afrikaanse en Europese folk tot geïmproviseerde muziek. Al die verschillende tradities en invloeden zijn voor de musici geen eindbestemming, maar inspiratie en aanknopingspunt voor muzikale ontwikkeling. Ze klinken door in de kleur en textuur van hun muziek, in complexe composities en vrije improvisatie, in stemgebruik en speeltechniek, in gedurfde bezettingen en ook in de bijzondere verzameling instrumenten die zij hanteren – vaak zelfgebouwd en toegesneden op hun eigenzinnige muzikale ideeën.
In de voortdurende wisselwerking tussen de muzikanten en de bronnen waar zij uit putten ontstaat hun unieke eigen geluid, dat tegelijk onconventioneel en toegankelijk is, telkens weer verrassend nieuw en toch volkomen herkenbaar BOI AKIH. Waarin akoestische klanken en elektronische soundscapes zich vermengen met het veelzijdige, warme stemgeluid van Monica Akihary, die soms in het Engels, soms in het Haruku, de taal van het eiland van haar vader, zingt.
In de muzikale projecten van BOI AKIH resulteren die diepe, persoonlijke muzikale verkenningen in een harmonieus samenvloeien van schijnbaar onverenigbare klanken, ritmes en tonaliteiten. Voorbeelden zijn de symbiose van Europese, Indiase en Indonesische tradities in Uwa I (2004) en eclectische muzikale herinterpretaties van Jimi Hendrix, Neil Young en Joni Mitchell (Circles in a Square Society, 2012). Op het album Controlling the Swing (première Holland Festival 2017) bracht BOI AKIH een muzikale uitersten samen in één compositie. Het nieuwste project van BOI AKIH Storyteller (2020) heft de grenzen verder op: tussen oud en modern, tussen muziek, verhaal en poëzie, tussen Oost, West, Noord en Zuid.

## Discografie
- Boi Akih (Invitation Records/ EMI 1997)
- Above the Clouds, Among the Roots (A-Records, 2000)
- Uwa I (Enja, 2003)
- Lagu Lagu (2005)
- Yalelol (Enja, 2007)
- Circles in a Square Society (Bromo, 2011)
- Liquid Songs (Bromo, 2016)
- Lagu Lagu 2 (Bromo, 2017)
- Storyteller (Bromo, 2020)
- From and to Infinity (boiakih, 2023)